# Lago Musters
El Lago Musters (45°25′S 69°11′O / -45.417, -69.183, 260 m s. n. m.) se encuentra ubicado en la región patagónica central de la República Argentina, al sur de la provincia del Chubut, y junto al Lago Colhué Huapi conforma la fase terminal de la actual cuenca endorreica del Río Senguerr. Ambos lagos están situados en el gran bajo de Sarmiento.
Su caudal se aprovecha para el suministro de agua potable a las localidades de Comodoro Rivadavia, Sarmiento, Rada Tilly y Caleta Olivia. En sus aguas se practica, además, la pesca deportiva y comercial.

## Toponimia

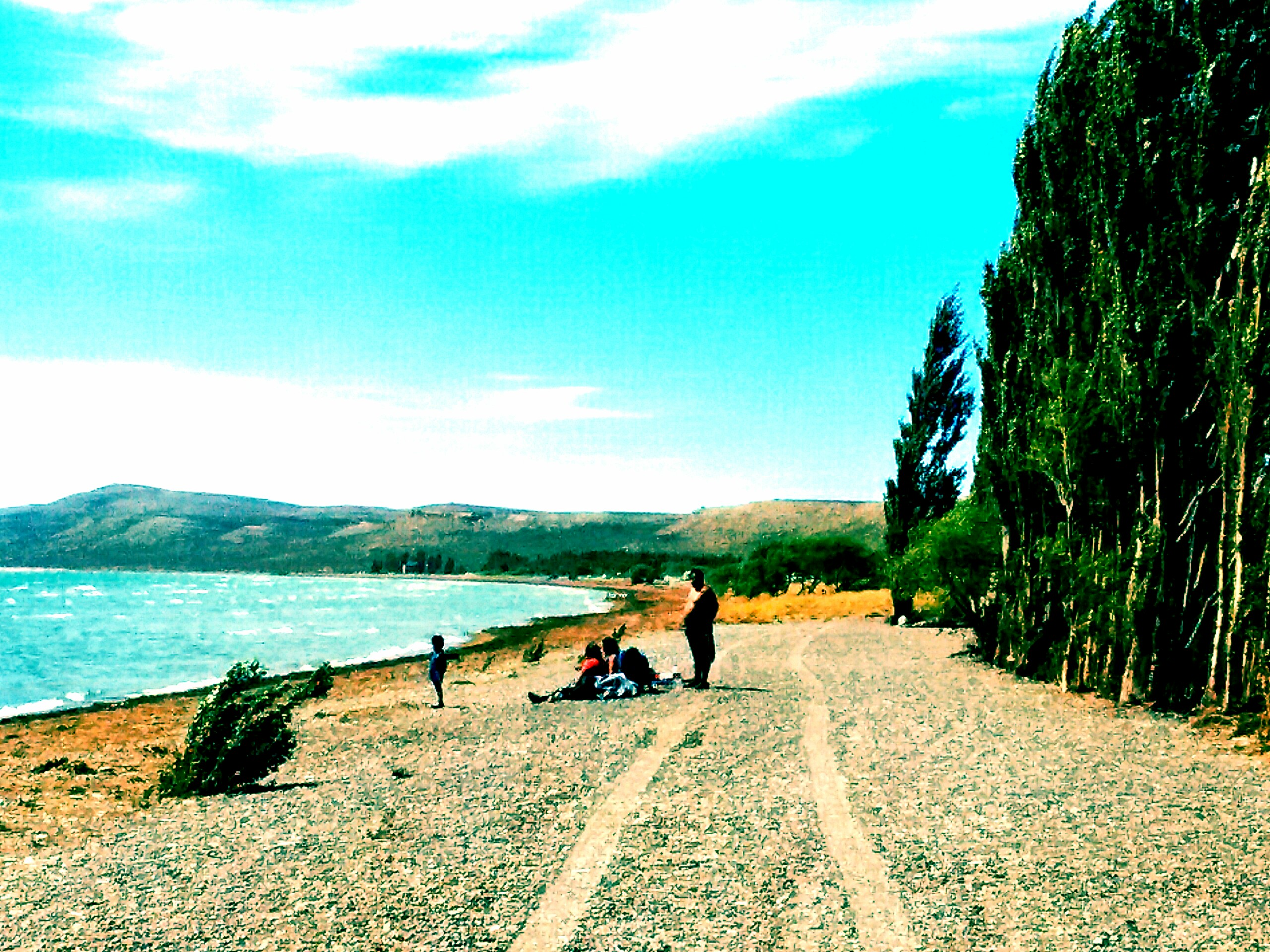
Extensa playa con frondosa arboleda

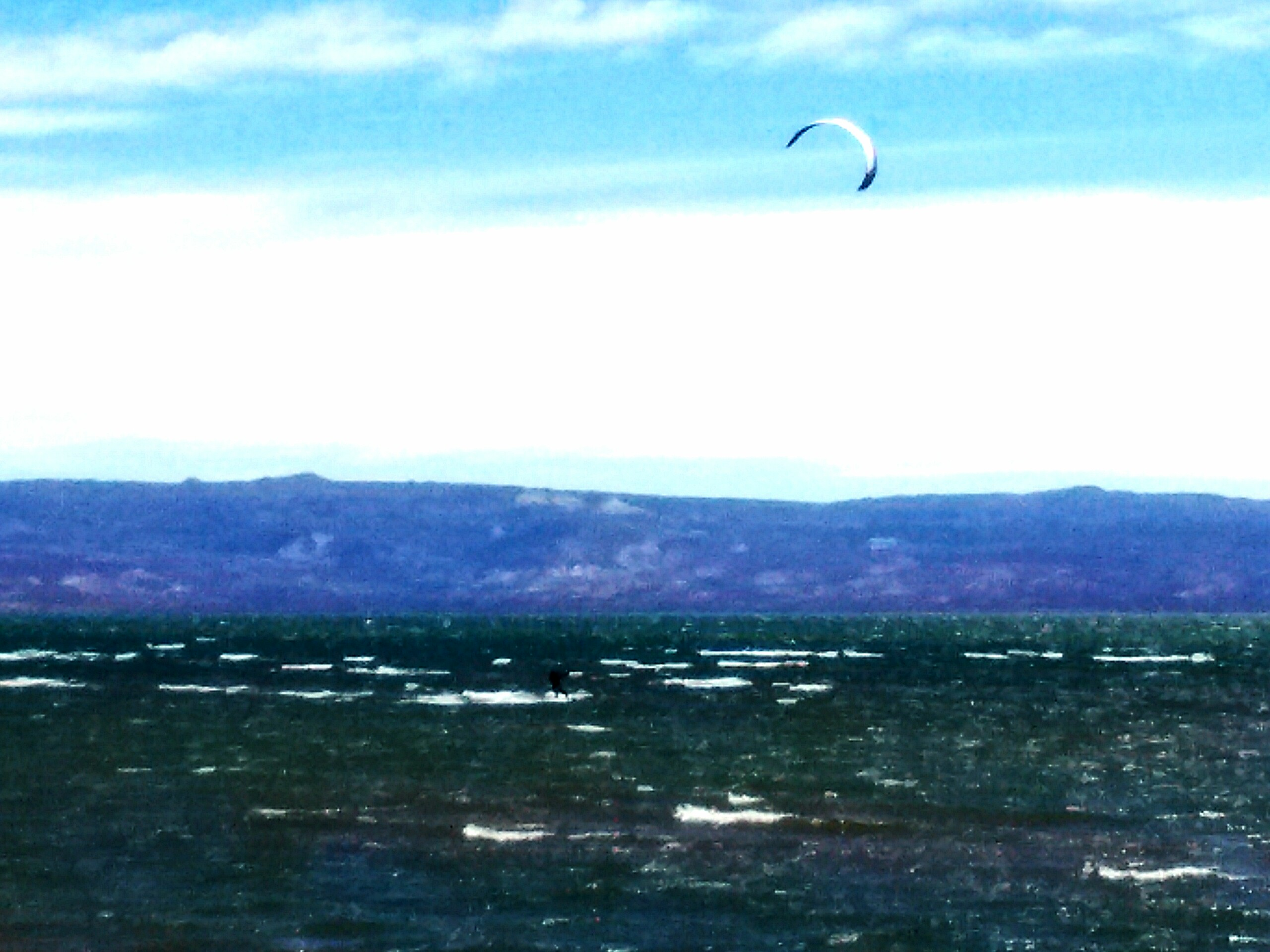
Windsurf en el lago.

Este gran espejo de agua era llamado "Otrón" por los antiguos pobladores de la etnia chonik (tehuelche), probablemente pertenecientes a la parcialidad aonikenk (tehuelches meridionales).
El naturalista y geógrafo perito Francisco Pascasio Moreno aparentemente ignoraba este topónimo original, y en una exploración realizada en la primavera de 1876 se detuvo en el bajo de los lagos Colhué Huapi y Otrón, al que procedió a bautizar Musters en honor al marino y trotamundos inglés, quien en 1869 había pasado cerca del lugar, aunque sin llegar a conocerlo, en una larga expedición de diez meses y 2700 km.
En esa aventura, George Chaworth Musters acompañó a grupos tehuelches de los caciques Orkeke y Casimiro Biguá en parlamentos con tribus de la etnia mapuche. Dos años después, Musters publicó en Londres un diario de viaje llamado "Vida entre los patagones", donde mostraba a los temidos indígenas de la Patagonia como seres amistosos con quienes se podía convivir en sus tolderías y compartir cordialmente un viaje de meses.
En palabras de Moreno, este espejo de agua es

"...un lago interesante que no ha sido bautizado por quien lo ha visitado ...y le he dado en mi mapa la denominación de lago Musters, en honor del distinguido viajero que cruzó la Patagonia de extremo a extremo y que bien merece este recuerdo. En su homenaje espero que los que por primera vez lo vieron, adopten y conserven el nombre que me he permitido aplicarle."

## Consideraciones hidrológicas

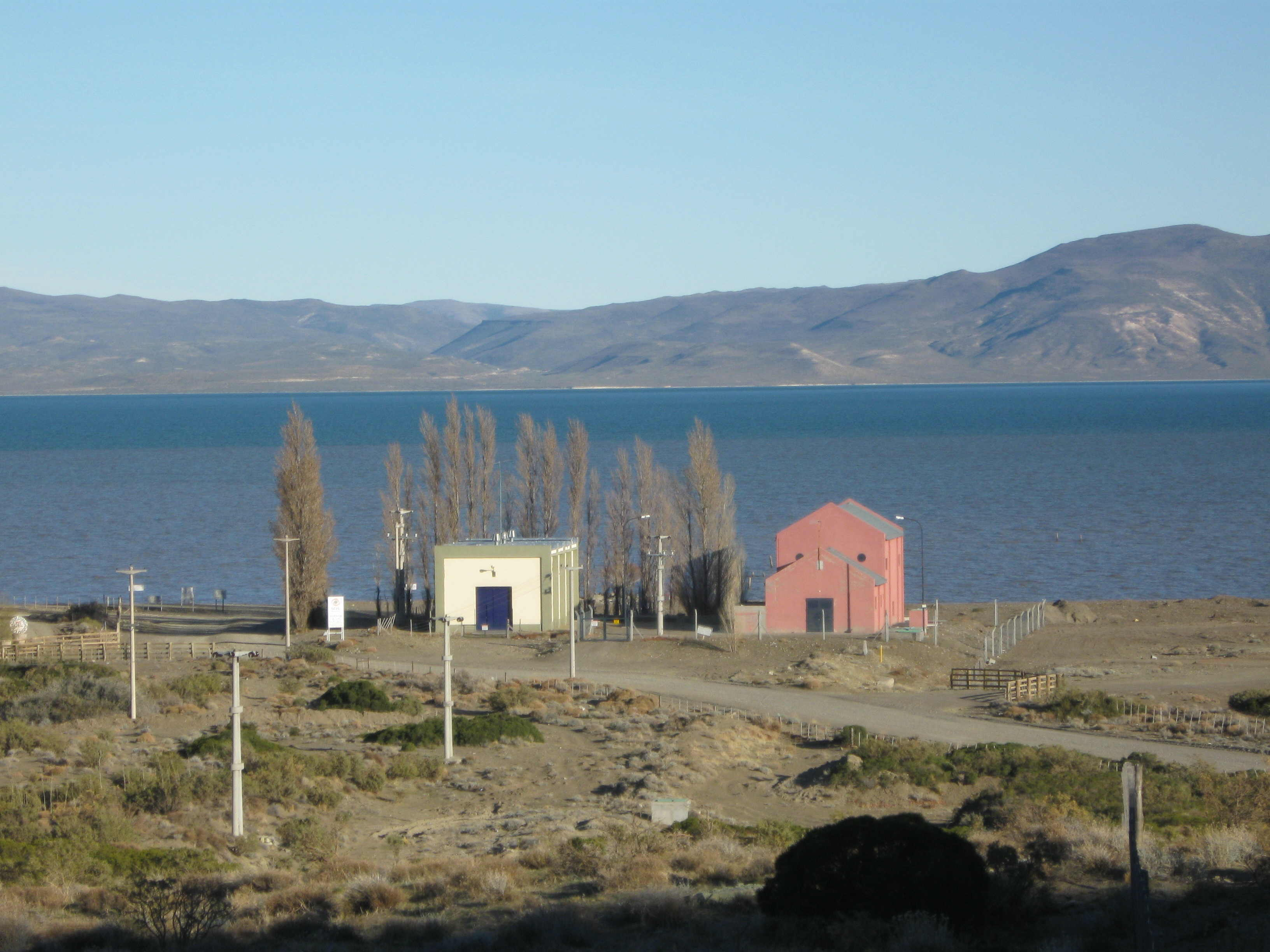
Tomas de agua, correspondientes al Acueducto Lago Musters.

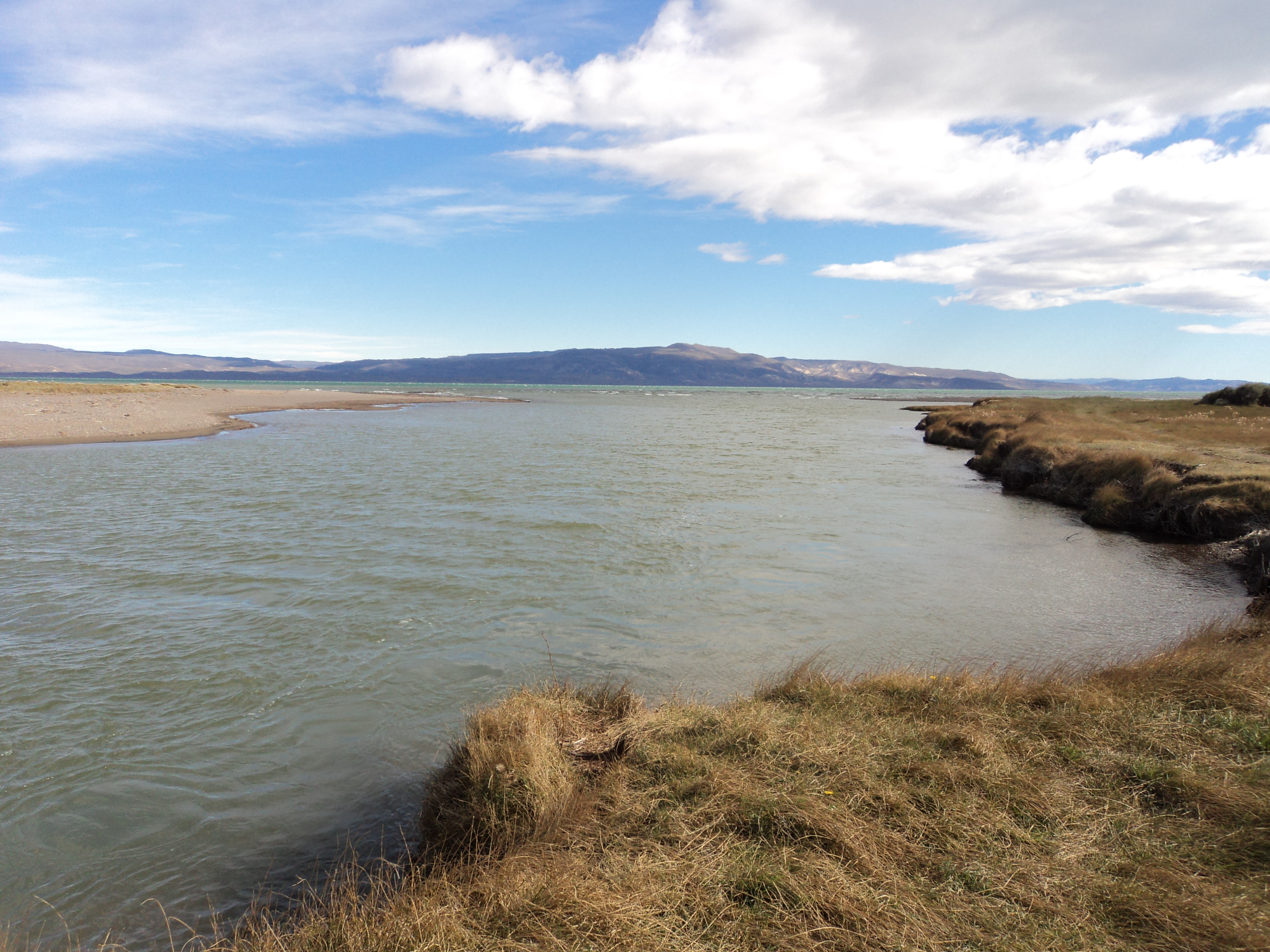
Desembocadura del río Senguerr en el lago.

En el pasado formó lago primitivo con su vecino lago Colhué Huapi. El cuerpo de agua antiguo fue denominado paleolago Sarmiento y su cota llegó a superar los 326 msnm (60 metros sobre el nivel actual del lago Musters). Posteriormente, descendió y se estima que antes del 1600 años a.c. los lagos todavía estaban unidos y el fondo del bajo Sarmiento estaba ocupado por agua casi en su totalidad. Hacia el 1500 a.c los lagos habrían alcanzado un nivel similar al actual y se separaron.   
La zona del lago fue habitada por aborígenes a lo largo del tiempo. Por esta presencia continua, se encuentran registros materiales de pueblos cazadores-recolectores. Su presencia quedó asentada en chenques (tumbas), arte rupestre y elementos que hacían a su vida cotidiana. El lago Colhué Huapi gozó de la preferencia humana respecto del Musters: algo que se evidencia en la amplia cantidad y variedad de elementos arqueológicos, y cementerios indígenas, que allí se encuentran desde hace décadas. Estudios recientes verificaron que grupos de cazadores – recolectores practicaban pesca intensiva y continua desde 1500 años atrás. En los alrededores de los lagos desde los años 1990 fueron recuperadas materias primas líticas usadas para fabricar tanto herramientas de molienda como artefactos tallados que posibilitaban prácticas de subsistencia, movilidad y las tecnologías de las comunidades antiguas.
El Lago Musters ocupa una depresión originada estructuralmente a fines del cretácico en plena meseta patagónica central. Tiene como único afluente al Río Senguerr, alimentado a su vez por aguas del deshielo andino reguladas en sus nacientes por los lagos Fontana y La Plata. Luego de recorrer 350 km desde dichas vertientes cordilleranas a través de la meseta central de la provincia del Chubut, este río aporta a todo el gran bajo de Sarmiento un caudal promedio anual de 54 m3/s. Este río en el pasado aportaba más agua al Colhué Huapi, pero a partir de la construcción de la defensa costera de Sarmiento se vio modificado el curso de agua hacia este lago.
Al ingresar a esta llanura aluvial y eólica, el Senguerr se subdivide en numerosos brazos secundarios (generalmente secos) con forma de abanico que se orienta hacia el nordeste. Su cauce principal se dirige hacia la fosa tectónica del lago Musters ingresando al mismo por su margen sur, y poco antes de alcanzarlo vuelve a subdividirse para aportar también al Lago Colhué Huapi, ubicado unos kilómetros hacia el oriente.
Esta derivación del río que conecta ambos lagos se ha dado en llamar "Falso Senguerr", y su curso meandroso pasa al norte de la localidad de Colonia Sarmiento. La ramificación más austral del río Senguer es el zanjón del Cerro Negro. También forma meandros y lagunas, pero alcanza al lago Colhué Huapi solo durante crecidas extraordinarias.
El lago Musters presenta una margen sur llana y pantanosa. En ese sector sus aguas se hallan condicionalmente contenidas por una barrera de rodados y arena de hasta 3m de altura, formada por el oleaje y la acción eólica. La misma no impide que una parte de sus aguas se escurran por infiltración, principalmente hacia el cauce del Falso Senguerr. La restante periferia de sus costas es más elevada y seca, proporcionándole una contención segura. Está separado del lago Colhué Huapi por un istmo de terreno de unos 12 km de ancho y 695 m s. n. m. de altura.
Si bien estos dos grandes lagos de la meseta patagónica presentan notorias diferencias geo-hidrológicas entre sí, es inevitable su estudio conjunto, dado que forman parte de un mismo sistema hídrico encadenado.
El Musters es de origen tectónico. Posee una profundidad media de 15 m, lo cual le brinda un aspecto azul intenso a la coloración de sus aguas. Puede considerarse como un lago mesotrófico, tanto por sus niveles de nutrientes y clorofila, como por su biomasa algal (hasta 5,29 g/m3).
Sus aguas son claras y su homogéneo perímetro carece de accidentes destacables, a excepción de una gigantesca bahía contenida entre las penínsulas Negra y Bava. En relación con su extensión resulta relativamente bajo y de profundidad homogénea. Junto a su margen este se conecta con la laguna De La Flecha: baja, alargada y de bordes desdibujados, tan comprometida como sus hermanos lagos por la sequía.
La laguna De La Flecha es cruzable y está poblada de juncos. De desde este cuerpo de agua, casi en línea recta se accede a la única isla del lago. La misma tiene constitución pequeña, de tipo rocosa y se halla a 5 kilómetros de la costa. En 2024 la isla fue alcanzada a nado desde la costa este del lago por primera vez.
El lago es vital para el abastecimiento de la región y desde 1965 provee agua a las principales urbes de la zona por medio del acueducto Jorge Carstens que tuvo un segundo acueducto paralelo en los años 1990.
Llamativamente, el lago sufre congelación en los días más fríos del año como en 2025 cuando la ola polar formó una gruesa capa de hielo.

## Turismo
El lago posee dos sectores diferenciados el oeste muy próximo a Sarmiento y el este contiguo a la ruta nacional 40. Ambos sectores poseen playas que convocan a bañistas, deportistas acuáticos y campistas de Sarmiento y ciudades vecinas. No obstante, ambos sectores poseen profundidades respetables y son susceptibles a generar grandes olas ante temporales de viento. Es por ello que a lo largo de los años varios visitantes se ahogaron por subestimar el oleaje y la profundidad.La costa oeste este es la más desarrollada cuenta con muelle y zona de álamos ideal para acampar.

## Fauna ictícola

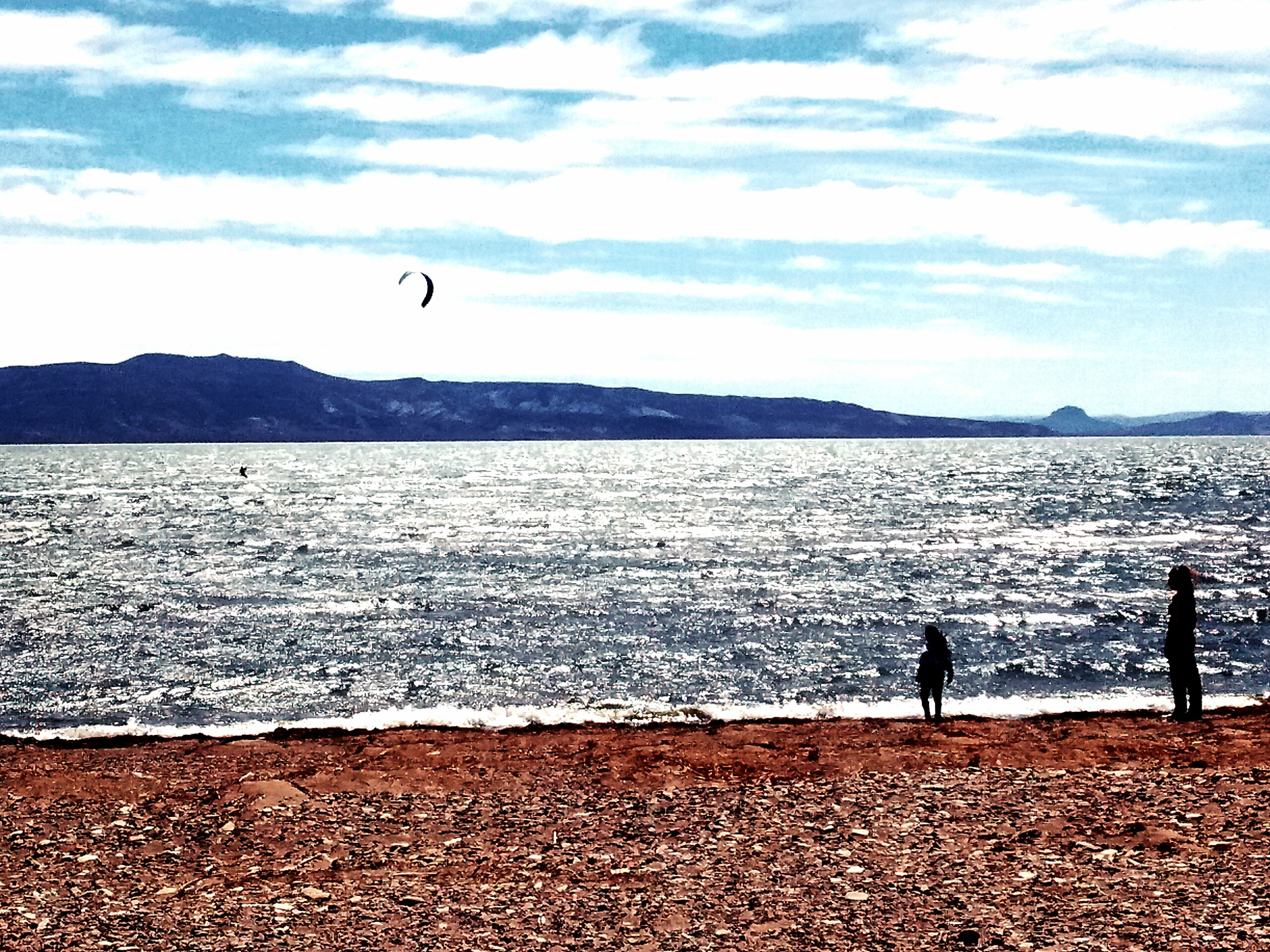
Deporte aéreo en el Muster.

En el Lago Musters se registra una abundante fauna acuática compuesta principalmente por percas (Percichthys trucha) y pejerrey patagónico (Odontesthes microlepidotus). Asimismo, como en casi todos los lagos patagónicos han sido implantados los salmónidos exóticos, habiendo adquirido gran desarrollo las truchas de las variedades fontinalis o de arroyo (Salvelinus fontinalis), arcoíris (Oncorhynchus mykiss) y en menor medida la marrón (Salmo fario).
Son habituales las actividades de la pesca tanto deportiva como comercial, y también la cría de salmónidos para consumo. Las capturas de la pesca comercial oscilan en las 120 t/año, correspondiendo al pejerrey el mayor porcentaje.
Existen alertas sobre la presión que están ejerciendo las especies exóticas (salmónidos) sobre algunas nativas minoritarias, tales como el bagre sapo u otuno (Diplomystres viedmensis mesembrinus) y el puyén (Galaxias platei), que actualmente se encuentran en riesgo.

## Situación ambiental
El Lago Musters está sujeto naturalmente a un severo proceso de evaporación, tanto por acción eólica como por efecto de la radiación solar. Además, en condiciones normales, parte de su volumen acuático se infiltra incrementando el caudal del brazo llamado Falso Senguer, el cual lleva dichos aportes hacia el lago Colhué Huapi, donde se repite con mayor intensidad el proceso de evaporación.
Como resultado de varias intervenciones humanas en esta cuenca, se han realizado obras de toma para alimentar acueductos de agua potable desde el Lago Musters, y canalizaciones de riego y trasvase de grandes volúmenes de agua del río Senguer hacia la explotación de fase secundaria en los numerosos pozos petroleros que se encuentran en la región. Todo esto agravó el ya comprometido equilibrio hidráulico del sistema hasta los límites de cuasi colapso. Se presenta por lo tanto una creciente disminución de niveles históricos del Lago Musters, y un acelerado proceso de retracción y desecamiento en el Colhué Huapi y su periferia.
En el pasado ocurría que las crecidas y caudales excesivos hacia el Colhué Huapi alcanzaban a su vez la embocadura del Río Chico, cuyas nacientes se encuentran en el extremo sudoriental de la zona inundable de este lago. De tal manera, a través del prolongado curso del Río Chico hacia el nordeste, la descarga llegaba en forma ocasional hasta su desembocadura en el Río Chubut. Este intermitente proceso regulatorio natural ocurrió por última vez en el año 1939, y desde entonces el Río Chico es un cauce seco.
El lago es fundamental para las ciudades que lo rodean al abastecerlas de agua. De este modo, Sarmiento, Rada Tilly, Caleta Olivia  y Comodoro Rivadavia se abastecen por la misma toma de agua, centro de potabilización y acueducto. El primer gran acueducto que conectó el lago con el Área Metropolitana Comodoro Rivadavia fue planificado en 1959 ante la gran escases del líquido vital en la ciudad petrolera y finalizado en 1966. Desde entonces el lago cobró gran importancia al proveer agua a una gran población.

### Sequía

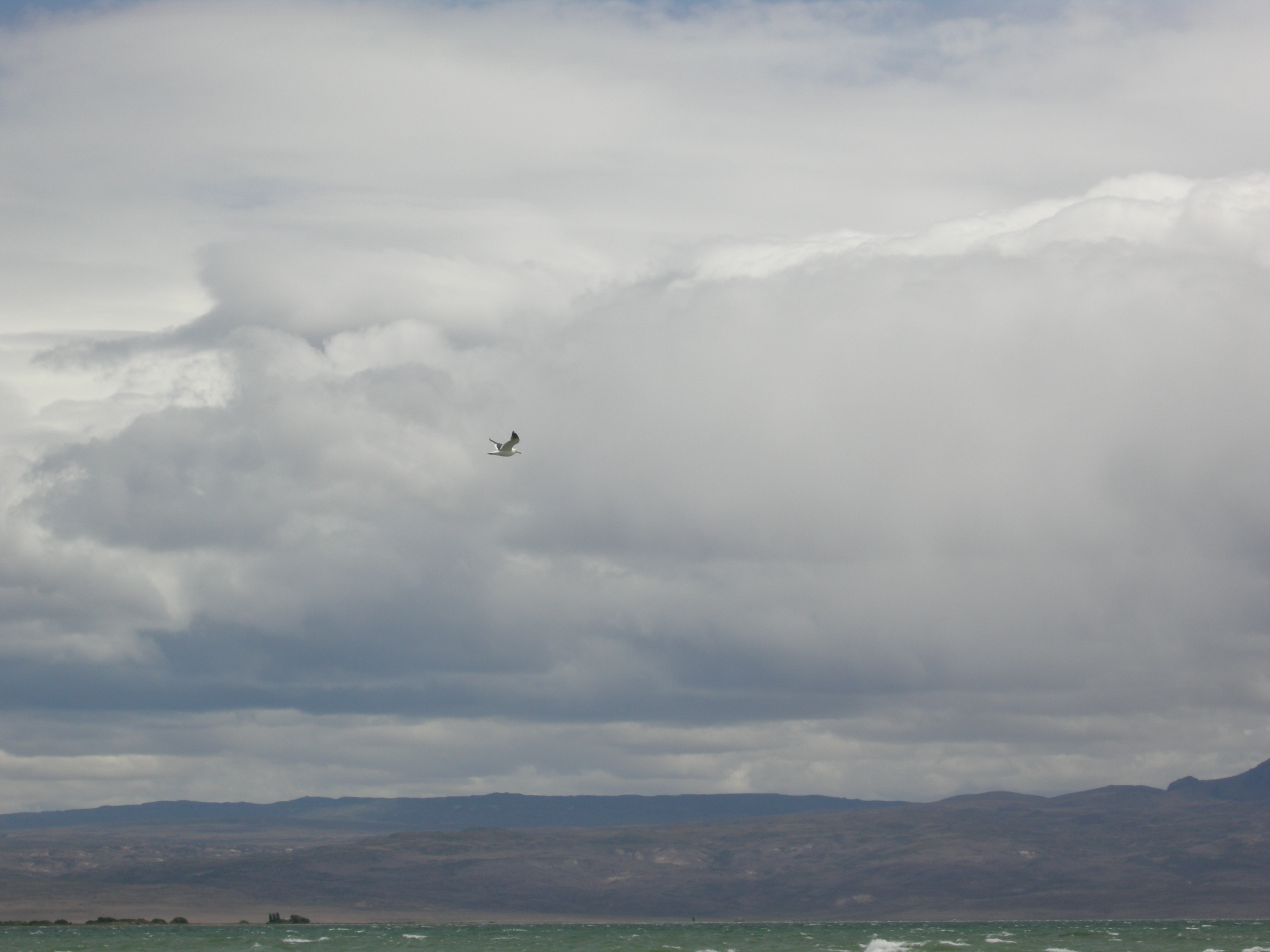
Larus dominicanus volando encima del lago Musters, cerca de Sarmiento (provincia de Chubut, Argentina).

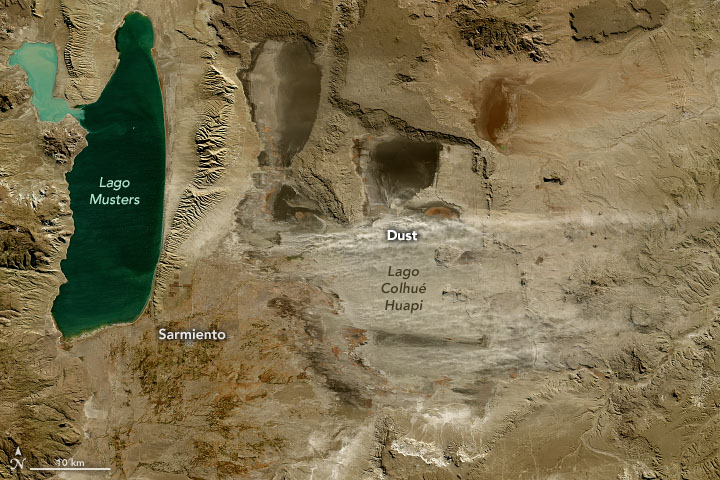
Imagen tomada en 2021 por la NASA. El Colhué Huapi completamente seco y el Musters con bajo nivel y muchas costas en retroceso. Nótese el bajo nivel del brazo este que recuerda al lago Colhué Huapi.

El balance hídrico de esta cuenca fue negativo durante los últimos setenta años. La situación actual podría definirse como muy comprometida, y constituye la principal amenaza ambiental para mantener el precario equilibrio hidro-biológico del sistema.
La sequía acaecida en los años 2000 afecta al lago. Los principales factores que incurren en la desaparición paulatina del cuerpo de agua son:
- El cambio climático, que produjo una caída en las precipitaciones de los 1.500 hectómetros a 800. En tanto la nieve cayó de un promedio de 70 centímetros a solo 2,50 cm.
- Los desmesurados consumos de los chacareros que rodean al Senguerr, que por sus tomas clandestinas sin ningún tipo de regulación provocaron que mermara el caudal del río que alimenta al lago, mediante la realización de decenas de canales ilegales. La situación es tan descontrolada que los estancieros cuentan incluso con lagunas privadas sin ningún permiso, las cuales inundan entre 500 y 3.000 hectáreas por finca, creando mallines donde no debiera haberlos.[14] A esta problemática se suma el hecho de que hay productores que tienen canales históricos que no están regulados con compuerta, lo que no permite medir el caudal que consumen.[15]
- El auge de la industria petrolera que utiliza el agua para extraer petróleo, aumentando el uso del recurso en su explotación. Esta utilización no tiene control ni cifras oficiales.

Las empresas que operan en la zona son Pan American Energy, YPF, Sipetrol y Cerro Negro. 
Para agravar la situación, el río Senguerr, antes de llegar al lago Múster, ingresa a Santa Cruz, en lo que se conoce como “el codo del Senguer”, donde operan petroleras y también extraen agua sin ningún control.
- El aumento demográfico explosivo de las ciudades que abastece el acueducto, especialmente Comodoro Rivadavia y alrededores.

El ritmo de evaporación del espejo es de 60.000 metros cúbicos por hora. Esto equivale a que en dos horas se pierde el mismo volumen de agua que abastece el acueducto a las ciudades de Sarmiento, Rada Tilly, Comodoro Rivadavia y Caleta Olivia. En un día, la pérdida es de casi un millón y medio de metros cúbicos, mientras que en un año, se evaporan 550 hectómetros. Para 2016 se confirmó que el lago Musters bajó dos metros su nivel y se retiró más de diez metros de la costa en un solo año. Por la baja el lago tiene bancos de arena muy grandes. Lo que antes era la playa, en algunos lugares eran 30 o 40 metros en otros 20 y en otros lugares muchísimos más.
Según los trabajadores del Instituto Provincial del Agua Sarmiento y su presidente Gerardo Bulacios tienen una versión oficial que reza de la escasez de nevadas y lluvias. Sin embargo esta versión niega el efecto de las petroleras y canales de estancias. El director del instituto también aduce que los reclamos de los autoconvocados por los lagos están cargos de intencionalidades políticas. El Frente para la Victoria y del movimiento que lidera Facundo Jones Huala estarían detrás de los reclamos. También, equiparó los consumos del acueductos y el derroche que se hace en las ciudades con las tomas ilegales que efectúan los chacareros al río Senguer. A marzo de 2017 el instituto no multó ni accionó contra nadie y hasta se negó a verificar en persona los canales ilegales. Ante el panorama de sequía inminente los vecinos de Sarmiento alarmados por la baja, se reúnen en marchas y reclaman medidas. La inacción política empujó a los manifestantes a realizar un acampe frente al IPA y desmontar ellos mismos terraplenes que desvían el río.
En 2017 estuvo en proceso un estudio de factibilidad para traer agua del lago Fontana para alimentar al Senguerr y lograr que el lago se recupere. Para marzo de 2017 la baja del lago produjo que se vea desde la costa el caño del acueducto. El mismo lleva agua hasta la planta potabilizadora y de allí abastece de agua potable a cuatro ciudades de la zona. Para marzo de 2017 la desaparición paulatina del lago Musters gracias a la evaporación alcanzó los 200 mil metros cúbicos por hora. Ante la gravedad de la situación ambiental, tardíamente, el Instituto Provincial del Agua decide clausurar las tomas ilegales del Senguerr para recuperar los niveles del lago que abastece a las poblaciones patagónicas. La solución al problema sería la licitación para la ejecución del cierre del Fontana, para regular el Río Senguer, obra que va a garantizar el manejo de la cuenca. En esta misma fecha, el INTA tomó cartas en el asunto por la gravedad de la situación y recorrió con vuelos la zona de los lagos. Esto permitió elaborar un informe que concluyó que la situación es preocupante y urgente.
El 27 de marzo el IPA Sarmiento logró restablecer el cauce del río Senguer, para que abastezca al lago Musters. Se descubrió que había sido derivado por el falso Senguer para el riego de campos de la zona. Por este desvío de los hacendados, no entraba prácticamente agua al lago al desviarse 20.000 metros cúbicos por hora, casi el caudal normal de esta época del año.
Para octubre de 2021 el lago registro una bajante más acelerada que anteriores periodos. La misma fue ocasionada por las altas temperaturas y escasas lluvias que aceleraron el proceso natural de evaporación que se da tanto sobre el lago Musters como sobre el caudal del río Senguer. El fenómeno continuó su profundización  entre enero y marzo, llevando a la superficie del lago por debajo del nivel operativo normal de una de las tomas del sistema acueducto. Esto terminó afectando a las ciudades. De este modo se gravó el déficit habitual de agua que se da en todas las temporadas. Siendo la consecuencia que se extendió el cronograma de cortes que aplica la SCPL para reponer las reservas, que habitualmente se aplica entre noviembre y marzo, pero que en 2022 se extendió hasta el mes de mayo y algunos días de junio. 
Ante la emergencia hídrica declarada, en 2022 se dio inicio a una obra paliativa, financiada con fondos aportados por Provincia. El proyecto consiste en la colocación de bombas electro-sumergibles, para poder compensar el caudal de agua que eventualmente se pueda perder, en caso de que la cota del lago quede nuevamente por debajo del nivel operativo. A lo largo de 2022 la catástrofe pudo detenerse ya que las precipitaciones de nieve en la cordillera fueron más importantes que las de 2021. Esto permitió recuperar el río y el bajo nivel que había alcanzado el lago prácticamente hasta las puertas del último invierno. Parte de la solución para el río y lago se daría con la construcción del azud. Esta obra sería la solución de fondo para regular el caudal del río Senguer y evitar o reducir  las grandes pérdidas de agua que se producen por evaporación. Esta herramienta pensada para preservar el agua de la región fue llamada Presa Nacimiento Río Senguer. La misma cuenta con proyecto y se están llevando a cabo las tramitaciones correspondientes para el llamado a licitación pública nacional, cuyo expediente se encuentra en trámite.

Si bien la situación del río Senguer pareció estabilizarse en 2023, las grandes nevadas y temporales de 2024 dieron por terminado la sequía del río y el recupero de su caudal con el que volvió a alimentar al lago.